# گورستان چیا مامود
گورستان چیا مامود مربوط به عصر کالکولیتیک (مس‌سنگی) است و در شهرستان چرداول، بخش مرکزی، دهستان شباب، روستای طاق گاورین واقع شده و این اثر در تاریخ ۲۳ بهمن ۱۳۸۵ با شمارهٔ ثبت ۱۷۳۵۸ به‌عنوان یکی از آثار ملی ایران به ثبت رسیده است.